# Palazzo Clerici
Palazzo Clerici era la dimora della ricca ed influente famiglia patrizia milanese dei Clerici, ed è situata a Milano, nell'omonima via al numero civico 5, detta nel Seicento "Contrada del prestino dei Bossi".
Nel Settecento l'antico palazzo padronale che qui sorgeva e che era appartenuto ai Visconti, venne completamente modificato ad opera del marchese Anton Giorgio Clerici (1715-1768) il quale ne fece una delle dimore più sfarzose della Milano dell'epoca, con la realizzazione della famosa Galleria degli Arazzi affrescata sulla volta da Giovanni Battista Tiepolo nel 1741.
Il palazzo, dal 1771 al 1778, venne affittato agli arciduchi d'Austria, Ferdinando d'Asburgo-Lorena e Maria Beatrice d'Este, i quali vi instaurarono la loro corte durante il periodo in cui furono a capo del governatorato di Milano.

## Storia
La struttura del palazzo venne edificata nel Seicento su una proprietà della famiglia dei Visconti di Somma Lombardo, dai quali venne venduta a metà del secolo a Giorgione Clerici, dopo una serie di lavori di restauro del preesistente palazzo. La famiglia Clerici, originaria del comasco, era stata protagonista di una rapida ascesa sociale, grazie agli ingentissimi capitali accumulati con le attività di commercio serico e del prestito a usura. Giorgio Clerici (1648-1736, che fu tra l'altro il costruttore della celebre Villa Carlotta sul lago di Como) era entrato a far parte della nobiltà milanese, con i titoli di marchese di Cavenago, signore di Cuggiono e di Trecate.

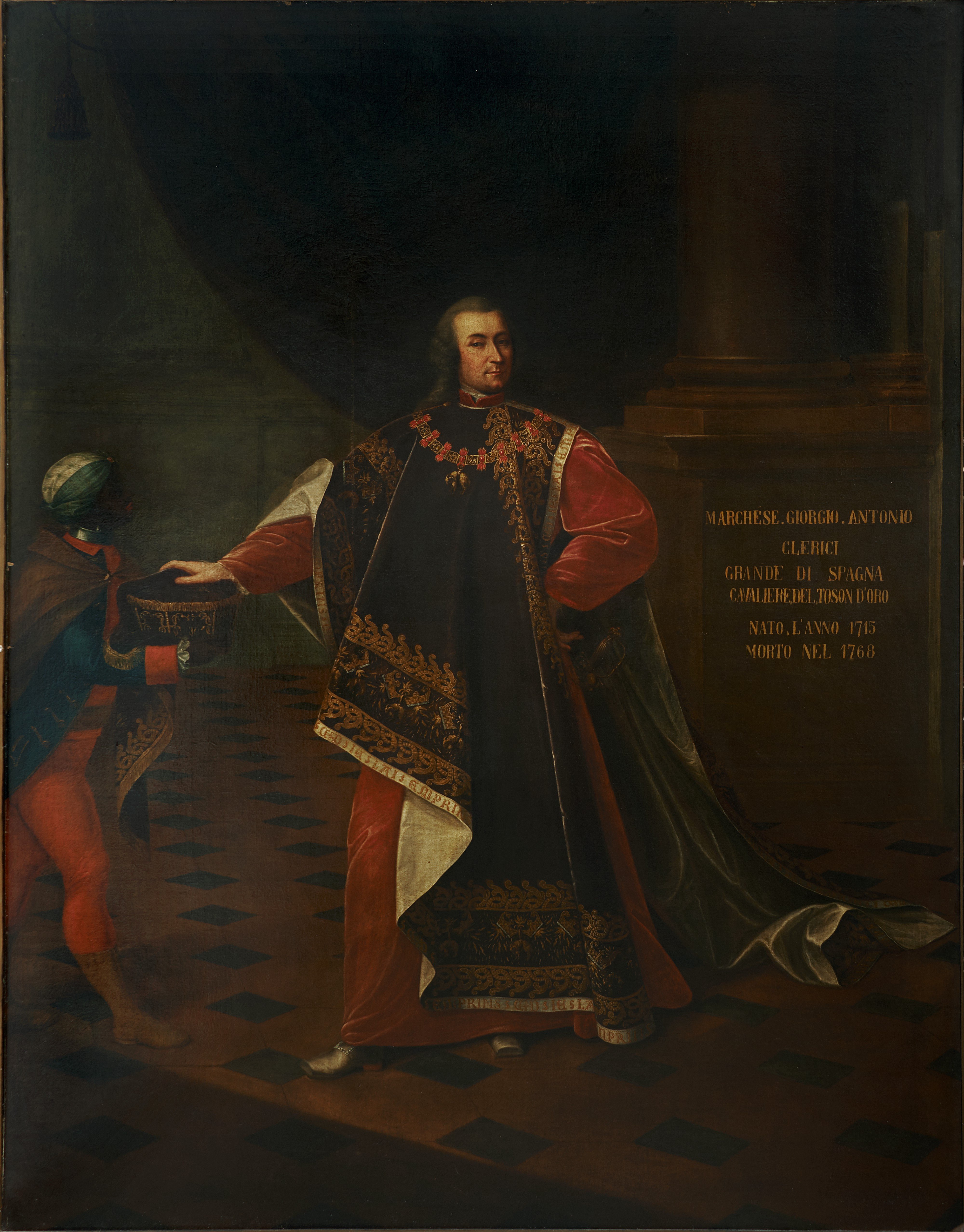
Il marchese Anton Giorgio Clerici, che fece ristrutturare e decorare completamente il palazzo nella sua età d'oro

Nel 1722, a soli sette anni di età, Anton Giorgio Clerici, a seguito della morte del padre e del nonno, ereditò il titolo di marchese, divenendo erede unico dell'intera fortuna accumulata dalla famiglia, fra le maggiori della Milano del tempo. A seguito del matrimonio con Fulvia Visconti avvenuto nel 1733, il Marchese avviò un'importante campagna di lavori nel palazzo di famiglia, coinvolgendo alcuni degli artisti più in vista fra cui Mattia Bortoloni, Pietro Maggi, Giovan Angelo Borroni.
Secondo la consuetudine prevalente a Milano, scarsa attenzione fu dedicata alla facciata del palazzo, per la quale fu realizzato il modesto prospetto ancora visibile sulla stretta via Clerici, mentre grande attenzione fu dedicata nella ricchissima decorazione degli interni. Il risultato della lunga campagna decorativa fu una serie di sale coperte di affreschi, stucchi, arazzi, ori, tarsie che costituivano uno dei maggiori esempi del gusto Rococò a Milano.
L'intervento di maggior impegno della campagna di abbellimento ha luogo negli anni quaranta del settecento con la commissione all'artista più affermato sulla scena, Giambattista Tiepolo, dell'affresco della Galleria degli Arazzi. Il pittore all'epoca si trovava a Milano impegnato negli affreschi delle cappelle della Basilica di Sant'Ambrogio, ed aveva già lavorato per il nonno del Marchese Clerici, Carlo Archinto, per il quale aveva realizzato l'importante ciclo di affreschi nel Palazzo di famiglia, distrutto durante la seconda guerra mondiale. La realizzazione dell'affresco avvenne a seguito di una lunga fase di progettazione, testimoniata da numerosi studi in parte pervenuti. La complessità dell'opera era in parte dovuta alla configurazione dell'ambiente, stretto ma estremamente lungo (5 metri di larghezza e 22 di lunghezza). Nella volta è rappresentata La corsa del carro del Sole tra le divinità dell'Olimpo, contorniata dalle Allegorie dei quattro Continenti e dalle Allegorie delle Arti.
Nel 1768, alla morte di Giorgio Antonio Clerici, il patrimonio della famiglia milanese era però stato quasi completamente dilapidato dalle spese sostenute per la costruzione del palazzo e l'abitazione medesima nel 1772 passò a Francesco Clerici (appartenente ad un ramo secondario della famiglia), il quale successivamente lo affittò all'Arciduca Ferdinando d'Asburgo-Lorena ed all'Arciduchessa Maria Beatrice d'Este, i quali erano rappresentanti dell'Imperatrice Maria Teresa a Milano col titolo di Governatori del ducato. Successivamente, quando la coppia reale si trasferì a Palazzo Reale, il palazzo rimase di proprietà del governo che lo cedette al governo napoleonico nel 1813.
Recuperato dagli austriaci durante la restaurazione, passò ai piemontesi dopo l'unificazione italiana e dal 1862 divenne sede della Corte d'Appello.
Dal 1942 ospita l'ISPI, l'Istituto di Studi di Politica Internazionale.

## Descrizione

### Lo scalone d'onore

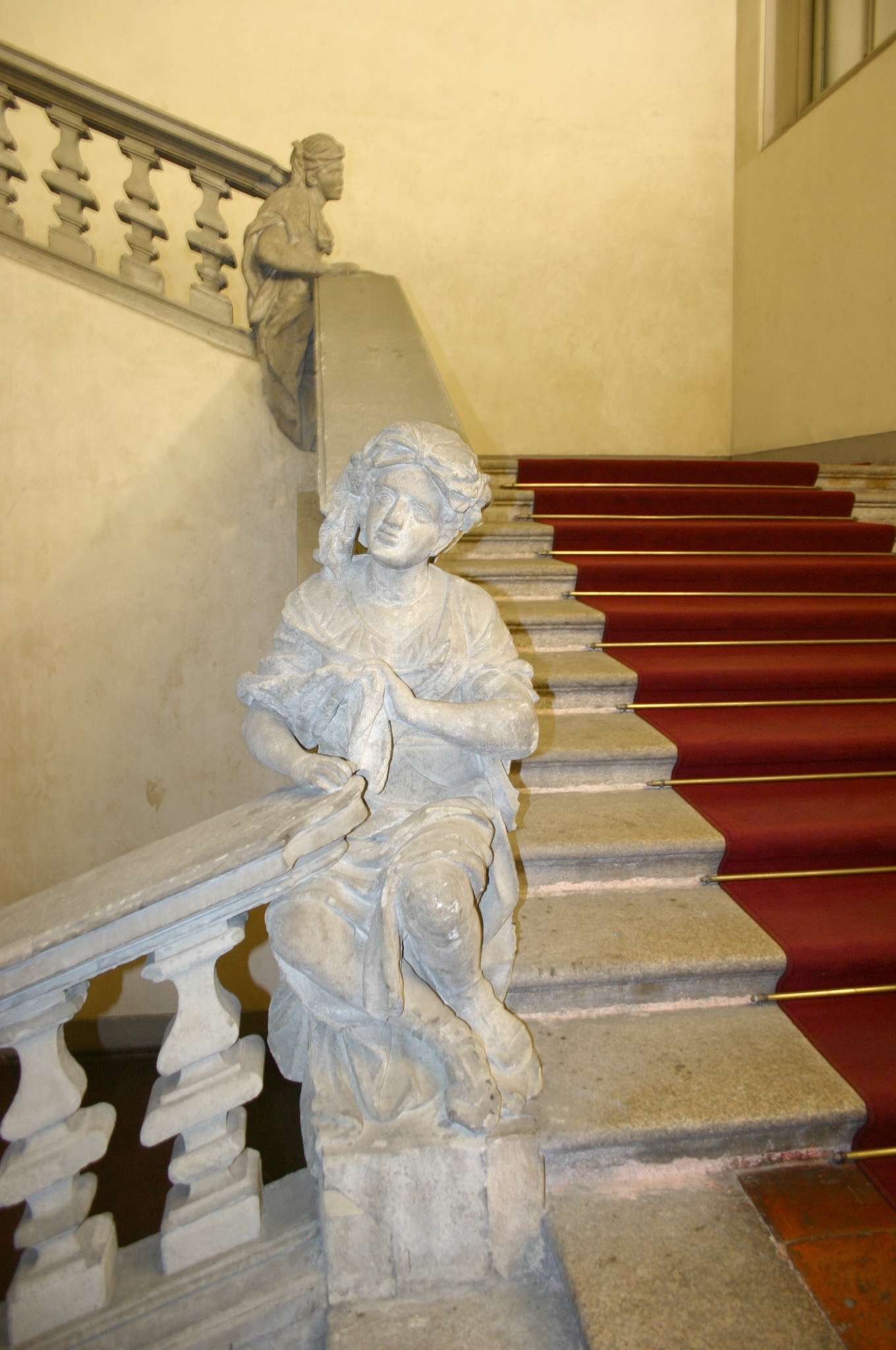
Lo scalone d'onore

Il primo ambiente che troneggia nella struttura del palazzo è certamente lo scalone d'onore che immette dal cortile principale conduce direttamente alla Sala da Ballo, posta al piano nobile. I gradini e la balaustra della scalinata sono in granito, quest'ultima decorata con preziose statue femminili con vestiti orientali. Gli studiosi ritengono che il progetto di questa scalinata, se non addirittura dell'intero palazzo, sia da attribuire al genio di Francesco Croce, il quale aveva già lavorato a Villa Clerici a Niguarda. Il soffitto è affrescato da Mattia Bortoloni e rappresenta l'apoteosi di Giorgio II Clerici, bisnonno di Anton Giorgio, accompagnato da alcuni dei greci.

### La Sala da Ballo

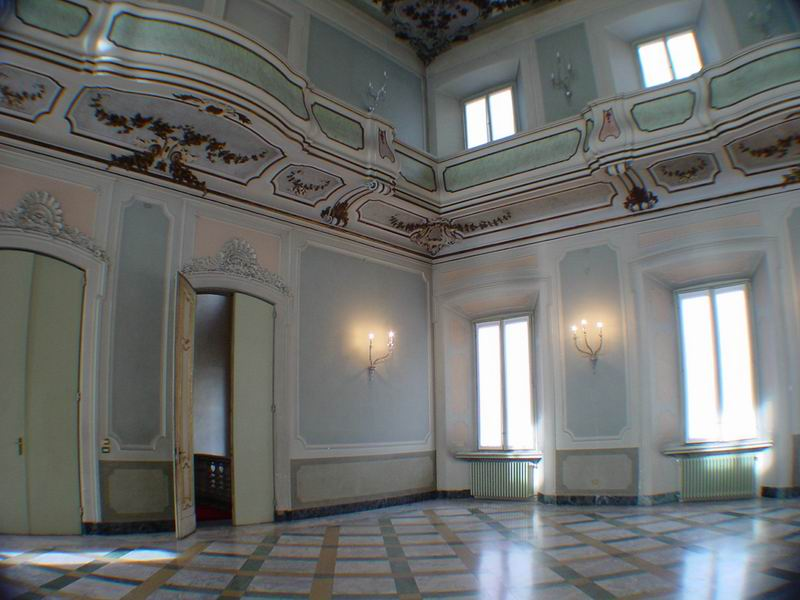
La Sala da Ballo

La Sala da Ballo al piano nobile del palazzo era vista come una sala di rappresentanza all'epoca della sua costruzione, luogo ove la famiglia Clerici teneva i suoi ricevimenti. La sala, particolarmente alta (tocca l'altezza di due piani), era il biglietto da visita della famiglia rispetto agli ospiti, con finestroni su ambo i lati e con due cantorie per i musici che potevano accedervi tramite delle scale nascoste. La grande volta è dipinta con la tecnica del chiaroscuro e presenta un motivo a foglie.
La Sala venne pesantemente restaurata nella seconda metà dell'Ottocento quando il palazzo divenne sede del Tribunale di Terza Istanza e poi dell'archivio generale del tribunale. Nel 1873, dopo un crollo parziale del soffitto, si pensò di dividere la sala in due piani, col primo adibito ad uffici ed il secondo a deposito dei documenti. La sala venne riportata per quanto possibile al suo aspetto originario nel periodo compreso tra le due guerre mondiali per intervento dell'architetto Giuseppe Dotti, a cui fece seguito un secondo restauro compiuto nel 1966 dall'architetto Luigi Gorgoni de Mogar.
L'attigua Galleria degli Stucchi, che aveva un tempo la funzione di collegare la Sala da Ballo con l'appartamento privato del marchese Clerici, divenne parte del medesimo ambiente a metà ottocento quando venne adibito a Biblioteca della corte d'appello.

### Galleria dei Quadri (Anticamera del Tiepolo)
Questa sala era deputata ad accogliere la preziosa collezione di dipinti del marchese Anton Giorgio Clerici. I quadri all'epoca erano 110 e comprendevano tele e tavole in particolare di scuola lombarda e veneta, in particolare del Seicento con dipinti del Vermiglio, del Morazzone dei fratelli Camillo e Giulio Cesare Procaccini, del Cerano, di Daniele Crespi, del Montalto, dello Storer e del Nuvolone, nonché opere di artisti bolognesi come Guido Reni e fiamminghi come Rubens e Van Dyck. Gran parte di questa collezione venne dispersa quando il palazzo venne venduto alla corte d'appello.
Il dipinto sul soffitto venne realizzato da Mattia Bortoloni, rappresenta diverse figure che compongono l'allegoria del buon governo di Maria Teresa d'Austria su Milano (la sovrana è rappresentata nella figura femminile coronata sotto un baldacchino). Anche questa sala subì dei danni nel corso dell'Ottocento quando venne suddivisa da un muro.

### Galleria degli Arazzi (Galleria del Tiepolo)

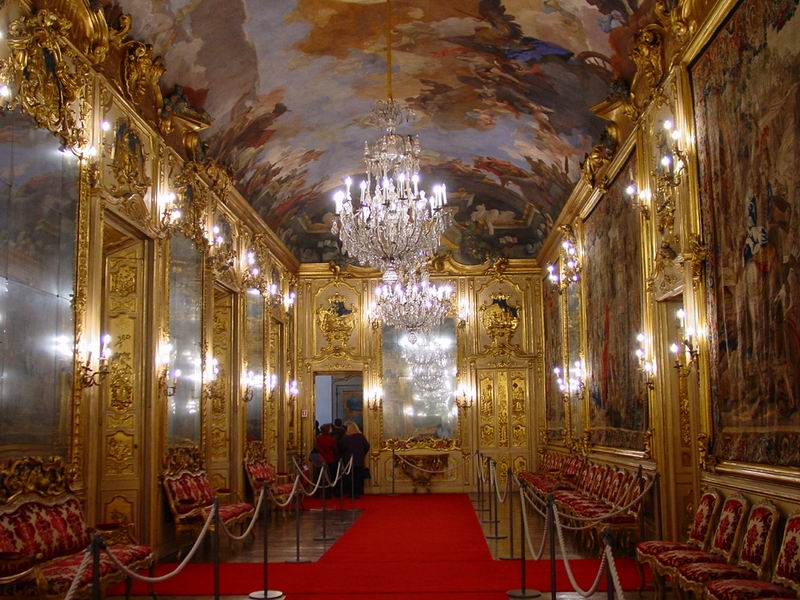
La Galleria degli Arazzi

Nota un tempo come Galleria degli Intagli, la Galleria del Tiepolo è certamente uno degli ambienti più noti e sfarzosi dell'intero palazzo Clerici, nonché uno degli esempi più belli e meglio conservati di barocchetto a Milano. L'ambiente della sala è rimasto praticamente intatto dalla sua realizzazioni, conservando perfettamente non solo gli affreschi del grande maestro veneziano, ma anche gli stucchi, le boiserie e gli arazzi alle pareti.
La decorazione della sala venne commissionata nel 1740 da Anton Giorgio Clerici a Giovan Battista Tiepolo. Questi si trovò ad operare in una galleria della lunghezza di 22 metri lineari, ma con la larghezza di poco più di 5, motivo per cui risultò fondamentale la sua esperienza per un utilizzo sapiente degli spazi, creando un insieme armonico di personaggi, animali e architetture dipinte a trompe l'oeil. La parte centrale del dipinto è occupata dal carro del dio Sole trainato da quattro cavalli bianchi e circondato da diverse divinità dell'Olimpo greco. Ai lati si trovano delle allegorie delle arti (tra cui un suo ritratto) e divinità minori legate alle acque, oltre alle allegorie delle quattro parti del mondo all'epoca conosciute (Europa, Asia, Africa e America) con gli animali loro simbolo (rispettivamente il cavallo, l'elefante, il cammello e il coccodrillo), anticipando il medesimo schema che l'artista utilizzerà in seguito nel grandioso scalone della Residenza di Würzburg. L'affresco, oltre che allegorico, è nel contempo una celebrazione del committente, Anton Giorgio Clerici, che l'anno precedente alla realizzazione del dipinto aveva ottenuto che la sua famiglia fosse aggregata al patriziato milanese. 

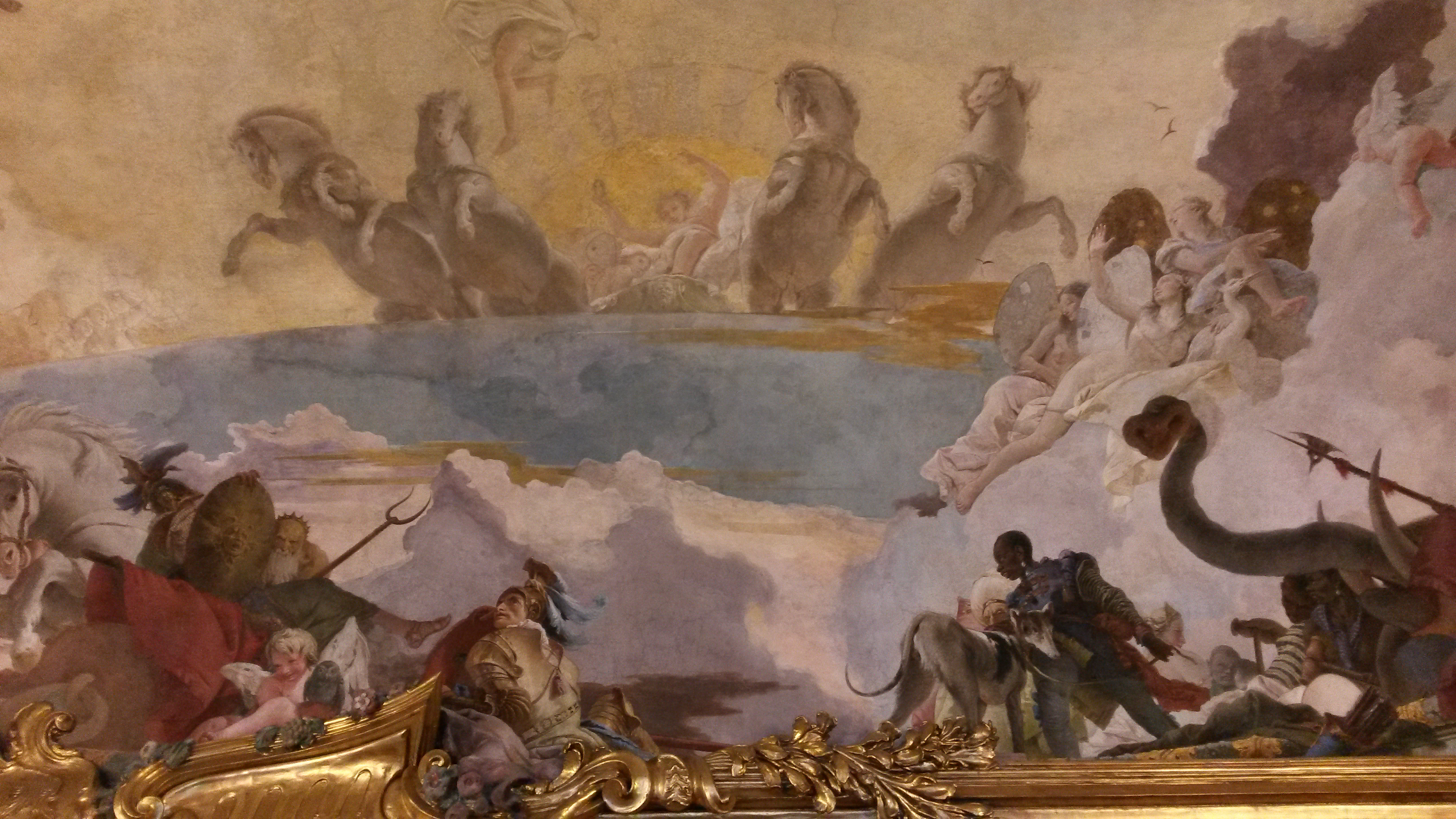
La corsa del carro del Sole, Giambattista Tiepolo

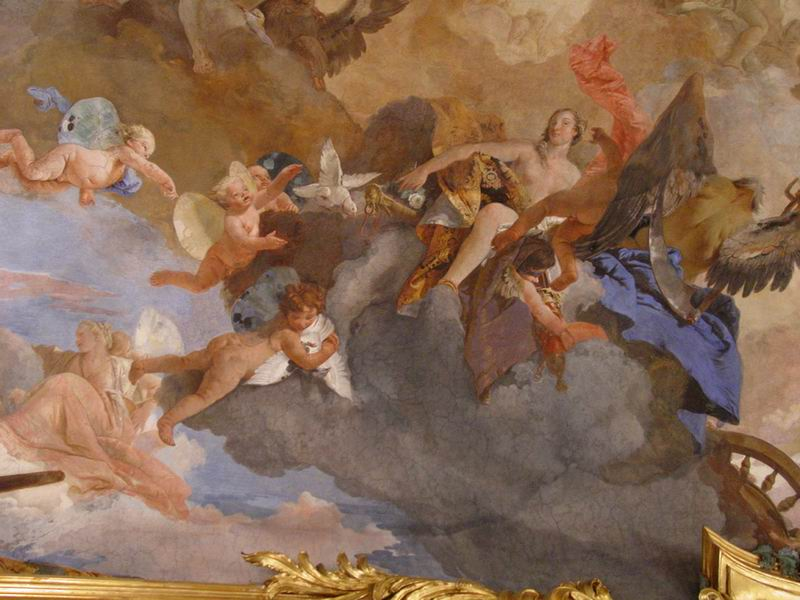
Dettaglio dell'affresco del Tiepolo

Nella zoccolatura delle pareti, tra porte e specchiere, si trovano scene in bianco e oro rappresentanti episodi di vita militare tratte dalle stampe della Gerusalemme Liberata di Torquato Tasso pubblicate a Venezia da Giovanni Battista Piazzetta nel 1746, con l'intento di esaltare le imprese militari delle ultime generazioni dei Clerici e non ultimo dello stesso Anton Giorgio. Gli intagli presenti alle pareti sono ascritte alla mano di Giuseppe Cavanna. Tra le boiserie si trovano degli arazzi di stile barocco e a tematica biblica (storie di Mosè) che sono ascrivibili alla scuola di Bruxelles (autore Ian Leyniers) e che vennero realizzati nel 1665 e furono quindi acquistati poi dal marchese Clerici verso la metà del XVIII secolo, creduti realizzati su cartoni di Peter Paul Rubens. Secondo gli inventari presenti negli archivi della famiglia Clerici, si sa che gli arazzi nella sala dovevano essere sei in tutto, ma quando questi nel 1918 vennero trasferiti temporaneamente a Roma, rientrarono a Milano poi privati di un pezzo, il più piccolo. La collezione di Anton Giorgio Clerici comprendeva altri quattro arazzi che erano esposti in una sala attigua per motivi di spazio e che attualmente si trovano presso il Museo di belle arti della Virginia di Richmond, negli Stati Uniti. I mobili presenti nella sala, originali, sono di bottega viennese.
Nel periodo in cui il palazzo venne utilizzato dagli arciduchi d'Austria reggenti il ducato di Milano, questa sala venne utilizzata per le udienze e per questo motivo vi venne posizionato un baldacchino di velluto rosso.

### Sala degli Specchi
La Sala degli Specchi e quella successiva, erano parte degli appartamenti di rappresentanza del marchese Clerici. Questa, nello specifico, era utilizzata per i ricevimenti ufficiali della famiglia e si distingue dalle altre per la presenza di una serie di colonne in granito inglobate all'interno delle mura della sala: questo è un chiaro segno del fatto che questa sala era già presente nella struttura prima dell'arrivo dei Clerici, quando aveva le funzioni di un loggiato aperto con affaccio sul giardino della villa.
L'arredamento ligneo attualmente presente nella stanza, venne commissionato nel 1755 da Antonio Giorgio e questo lo si comprende molto bene dalla presenza di una serie di trofei militari che riportano le iniziali "MC" per "Maresciallo Clerici" (secondo altri "Marchese Clerici"), con evidente riferimento alle recenti vittorie ottenute sul campo di battaglia da Anton Giorgio. Sul soffitto della sala si trova un dipinto raffigurante Giove e Ganimede attorniati da Saturno e da Nettuno. Dal 1771 al 1778 questa fu la camera da letto dell'arciduca e dell'arciduchessa d'Austria prima del loro trasferimento al Palazzo Reale.